# Liste der Kulturdenkmale in der Leipziger Vorstadt (I–Z)
Die Liste der Kulturdenkmale in der Leipziger Vorstadt enthält die Kulturdenkmale des Stadtteils Leipziger Vorstadt in der Dresdner Gemarkung Neustadt. Diese Gemarkung gliedert sich in die Stadtteile Innere Neustadt, Äußere Neustadt, Leipziger Vorstadt, Radeberger Vorstadt und Albertstadt. Zur Leipziger Vorstadt gehört auch die vorstädtische Siedlung  Neudorf und das Quartier Scheunenhofviertel. Die Anmerkungen sind zu beachten.
Diese Liste ist eine Teilliste der Liste der Kulturdenkmale in Dresden. 

Diese Liste ist eine Teilliste der Liste der Kulturdenkmale in Sachsen.
Aufgrund der hohen Anzahl der Kulturdenkmale wurde die alphabetisch nach Adressen geordnete Liste in folgende zwei Teillisten untergliedert:
- Liste der Kulturdenkmale in der Leipziger Vorstadt (A–H)
- Liste der Kulturdenkmale in der Leipziger Vorstadt (I–Z)

Diese Teilliste enthält alle Kulturdenkmale von I–Z.

## Legende
- Bild: Bild des Kulturdenkmals, ggf. zusätzlich mit einem Link zu weiteren Fotos des Kulturdenkmals im Medienarchiv Wikimedia Commons. Wenn man auf das Kamerasymbol klickt, können Fotos zu Kulturdenkmalen aus dieser Liste hochgeladen werden:
- Bezeichnung: Denkmalgeschützte Objekte und ggf. Bauwerksname des Kulturdenkmals
- Lage: Straßenname und Hausnummer oder Flurstücknummer des Kulturdenkmals. Die Grundsortierung der Liste erfolgt nach dieser Adresse. Der Link (Karte) führt zu verschiedenen Kartendiensten mit der Position des Kulturdenkmals. Fehlt dieser Link, wurden die Koordinaten noch nicht eingetragen. Sind diese bekannt, können sie über ein Tool mit einer Kartenansicht einfach nachgetragen werden. In dieser Kartenansicht sind Kulturdenkmale ohne Koordinaten mit einem roten bzw. orangen Marker dargestellt und können durch Verschieben auf die richtige Position in der Karte mit Koordinaten versehen werden. Kulturdenkmale ohne Bild sind an einem blauen bzw. roten Marker erkennbar.
- Datierung: Baubeginn, Fertigstellung, Datum der Erstnennung oder grobe zeitliche Einordnung entsprechend des Eintrags in der sächsischen Denkmaldatenbank
- Beschreibung: Kurzcharakteristik des Kulturdenkmals entsprechend des Eintrags in der sächsischen Denkmaldatenbank, ggf. ergänzt durch die dort nur selten veröffentlichten Erfassungstexte oder zusätzliche Informationen
- ID: Vom Landesamt für Denkmalpflege Sachsen vergebene, das Kulturdenkmal eindeutig identifizierende Objekt-Nummer. Der Link führt zum PDF-Denkmaldokument des Landesamtes für Denkmalpflege Sachsen. Bei ehemaligen Kulturdenkmalen können die Objektnummern unbekannt sein und deshalb fehlen bzw. die Links von aus der Datenbank entfernten Objektnummern ins Leere führen. Ein ggf. vorhandenes Icon  führt zu den Angaben des Kulturdenkmals bei Wikidata.

## Leipziger Vorstadt
| Bild                                    | Bezeichnung | Lage                                                       | Datierung                                                            | Beschreibung | ID       |
| --------------------------------------- | --- | ---------------------------------------------------------- | -------------------------------------------------------------------- | --- | -------- |
|                                         | Mietshaus in geschlossener Bebauung | Johann-Meyer-Straße 1 (Karte)                              | um 1900 (Mietshaus)                                                  | repräsentativer Bau mit historisierender Klinker-Fassade, Teil einer geschlossenen Häuserzeile der späten Gründerzeit, baugeschichtlich und stadtentwicklungsgeschichtlich bedeutend | 09214819 |
|                                         | Römmler-Häuser | Johann-Meyer-Straße 2; 2b; 2c; 4; 6; 6b (Karte)            | 1913–1914 (Mehrfamilienwohnhaus)                                     | Wohnanlage der Kleinwohnungsbaugenossenschaft – Baugruppe Bischofsplatz (Bischofsplatz 12/14/16 und Johann-Meyer-Straße 2–6b); aus drei aufgefächerten Flügeln mit Tor- und Verbindungsbauten bestehender Gebäudekomplex, straßenbildprägend und baugeschichtlich bedeutend. | 09215329 |
|                                         | Mietshaus mit Hintergebäude in geschlossener Bebauung | Johann-Meyer-Straße 3; 3a (Karte)                          | 1902 (Mietshaus)                                                     | markanter Bau mit historisierender Fassade und Jugendstildekoration, Teil einer geschlossenen Häuserzeile der späten Gründerzeit, baugeschichtlich und stadtentwicklungsgeschichtlich bedeutend | 09214820 |
|                                         | Mietshaus in geschlossener Bebauung | Johann-Meyer-Straße 10 (Karte)                             | um 1890 (Mietshaus)                                                  | charakteristisches und weitgehend authentisch erhaltenes spätgründerzeitliches Mietshaus, baugeschichtlich und stadtentwicklungsgeschichtlich bedeutend | 09214811 |
|                                         | Mietshaus in geschlossener Bebauung | Johann-Meyer-Straße 12 (Karte)                             | um 1890 (Mietshaus)                                                  | historisierendes Gebäude aus dem Ende des 19. Jahrhunderts mit zeittypischer Klinker-Werkstein-Fassade, baugeschichtlich und stadtentwicklungsgeschichtlich bedeutend | 09214812 |
|                                         | Mietshaus in geschlossener Bebauung | Johann-Meyer-Straße 14 (Karte)                             | um 1890 (Mietshaus)                                                  | markanter Bau mit historisierender Klinker-Fassade, Teil einer geschlossenen Häuserzeile der späten Gründerzeit, baugeschichtlich und stadtentwicklungsgeschichtlich bedeutend | 09214813 |
|                                         | Mietshaus in geschlossener Bebauung | Johann-Meyer-Straße 16 (Karte)                             | um 1890 (Mietshaus)                                                  | charakteristisches und weitgehend authentisch erhaltenes spätgründerzeitliches Mietshaus, baugeschichtlich und stadtentwicklungsgeschichtlich bedeutend | 09214814 |
|                                         | Mietshaus in geschlossener Bebauung | Johann-Meyer-Straße 18 (Karte)                             | um 1890 (Mietshaus)                                                  | schlichter Bau mit historisierender Fassade, Teil einer geschlossenen Häuserzeile der späten Gründerzeit, baugeschichtlich und stadtentwicklungsgeschichtlich bedeutend | 09214815 |
|                                         | Mietshaus in geschlossener Bebauung | Johann-Meyer-Straße 20 (Karte)                             | um 1890 (Mietshaus)                                                  | markanter Bau mit historisierender Fassade, Teil einer geschlossenen Häuserzeile der späten Gründerzeit, baugeschichtlich und stadtentwicklungsgeschichtlich bedeutend | 09214816 |
|                                         | Mietshaus in Ecklage und geschlossener Bebauung | Johann-Meyer-Straße 22 (Karte)                             | um 1890 (Mietshaus)                                                  | straßenbildprägender Bau mit historisierender Fassade, Teil einer geschlossenen Häuserzeile der späten Gründerzeit, baugeschichtlich und stadtentwicklungsgeschichtlich bedeutend | 09214817 |
|                                         | Mietshaus in geschlossener Bebauung | Johann-Meyer-Straße 24 (Karte)                             | um 1890 (Mietshaus)                                                  | charakteristisches und weitgehend authentisch erhaltenes spätgründerzeitliches Mietshaus, baugeschichtlich und stadtentwicklungsgeschichtlich bedeutend | 09214818 |
| Weitere Bilder                          | Paulikirche | Königsbrücker Platz (Karte)                                | 1889–1891 (Ruine)                                                    | Kirchenruine; neogotische Basilika mit Langhaus, eingezogenem Chor und der Südseite vorgelegtem hohem Turm mit ehedem spitzem Helm, 1945 stark beschädigt, seither ruinös und ohne Turmhelm, baugeschichtlich und ortsgeschichtlich bedeutend. Dreischiffige Hallenkirche, 1997 als Kultur- und Begegnungsstätte wiedereröffnet, Nutzung als Theater. | 09215391 |
|                                         | Mietshaus in halboffener Bebauung | Königsbrücker Platz 1 (Karte)                              | um 1900 (Mietshaus)                                                  | markanter Bau mit historisierender Fassade, baugeschichtlich und stadtentwicklungsgeschichtlich bedeutend | 09215560 |
|                                         | Mietvilla | Königsbrücker Platz 3 (Karte)                              | um 1870 (Mietvilla)                                                  | schlichter, historistischer Putzbau, baugeschichtlich bedeutend | 09215561 |
|                                         | Doppelwohnhaus (Königsbrücker Platz 4 und Tannenstraße 56 mit Ladenanbau) und Hintergebäude in offener Bebauung | Königsbrücker Platz 4 (Karte)                              | 1867 (Teil eines Doppelmietshauses)                                  | charakteristischer Bau der sogenannten Oppellvorstadt, baugeschichtlich und stadtentwicklungsgeschichtlich bedeutend | 09215562 |
| Weitere Bilder                          | VIII. Bezirksschule; 8. Volksschule; 8. Grund- und Mittelschule; Förderschule Makarenko | Konkordienstraße 12; 12a (Karte)                           | 1881 (Mädchenhaus), 1892 (Knabenhaus)                                | Zwei Schulgebäude und Einfriedung; Mädchenhaus direkt an der Konkordienstraße und Knabenhaus dahinter, charakteristische historisierende Häuser aus dem späten 19. Jahrhundert, zudem gekennzeichnet durch notwendige Veränderungen in den 1920er Jahren und nach dem 2. Weltkrieg, baugeschichtlich und ortsgeschichtlich bedeutend | 09215437 |
|                                         | Mietshaus in geschlossener Bebauung | Konkordienstraße 35 (Karte)                                | um 1890 (Mietshaus)                                                  | Teil eines spätgründerzeitlichen Quartiers mit zeittypischer Putzfassade, baugeschichtlich und stadtentwicklungsgeschichtlich bedeutend | 09218222 |
|                                         | Mietshaus in geschlossener Bebauung | Konkordienstraße 37 (Karte)                                | um 1890 (Mietshaus)                                                  | Teil eines spätgründerzeitlichen Quartiers mit zeittypischer Putzfassade, baugeschichtlich und stadtentwicklungsgeschichtlich bedeutend | 09215438 |
|                                         | Mietshaus in geschlossener Bebauung | Konkordienstraße 42 (Karte)                                | um 1895 (Mietshaus)                                                  | beachtenswerter Neorenaissance-Giebel, Putzfassade, durch Ladenzone im Erdgeschoss mit den gleichermaßen repräsentativen Häusern Oschatzer Straße 16 und 18 verbunden, baugeschichtlich von Bedeutung | 09215439 |
| Weitere Bilder                          | Verkehrs- und Winterhafen (ehem.) | Leipziger Straße (Karte)                                   | 1872 (Hafen), um 1960 (Drehkran)                                     | Hafenbecken mit Kais, Mole, Kran mit Unterbau und weiteren Anlagen; erster Verkehrshafen Sachsens, ortsgeschichtlich und verkehrsgeschichtlich bedeutend, Kran einer der wenigen noch erhaltenen in einem Hafen- oder Werftzusammenhang, dieser zudem singulär, Hafen 1888/89 erweitert, seit 1993 unter Denkmalschutz. | 09218351 |
| Direkt Bild zu diesem Denkmal hochladen | Orangerie der Direktorenvilla der Steingutfabrik Villeroy & Boch | Leipziger Straße 4 (Karte)                                 | 1854–1856 (Orangerie)                                                | Orangeriegebäude und Einfriedung einer nicht mehr existenten Villa; Orangerie von hohem baugeschichtlichen und künstlerischen Wert, in Sachsen ist kein weiterer frei stehender Orangeriebau in einem Villengarten aus der Mitte des 19. Jahrhunderts bekannt, Villa nach dem Zweiten Weltkrieg zerstört, baugeschichtlich und ortsgeschichtlich von Bedeutung; Steingutfabrik Villeroy & Boch | 09215290 |
| Direkt Bild zu diesem Denkmal hochladen | Fliesenwände und Fliesenbilder | Leipziger Straße 6                                         | 1891-1894 (Wand- und Deckenbild)                                     | an einem anderen Ort eingelagert, gestalterisch bemerkenswert, erinnern als beinahe letzte Zeugen an die Existenz von Villeroy und Boch in Dresden, ortshistorisch und industriegeschichtlich bedeutsam, zudem künstlerisch wertvoll und singulär | 09215291 |
|                                         | Gehe und Co. AG; Arzneimittelwerk Dresden | Leipziger Straße 7 (Karte)                                 | 1908 (Fabrik)                                                        | Handlungsgebäude; imposanter, repräsentativer Fabrikbau der Architektur um 1910, die ehem. Firma Gehe ist eines der größten Pharma-Handelsunternehmen in Deutschland, industriegeschichtlich und ortsgeschichtlich bedeutend. | 09215310 |
| Weitere Bilder                          | Schankwirtschaft »Zum Deutschen Ritter« (ehem.) | Leipziger Straße 22 (Karte)                                | um 1900 (Mietshaus)                                                  | Mietshaus in Kopflage und geschlossener Bebauung; anstelle einer früheren Schankwirtschaft Ladeneinbauten, eines der bemerkenswertesten historisierenden Gebäude des ausgehenden 19. Jahrhunderts in Dresden mit zeittypischen Klinker-Sandstein-Fronten und reicher Fassadengestaltung, baugeschichtlich und künstlerisch bedeutend, wegen seiner hervorgehoben Lage und der weithin sichtbaren Wand am Alexander-Puschkin-Platz auch städtebaulich von Belang | 09215312 |
| Weitere Bilder                          | Schlicks Dampfschiffbauhof; Dampfschiffs- und Maschinen-Bauanstalt (ehem.) | Leipziger Straße 27 (Karte)                                | 1882 (Verwaltungsgebäude)                                            | Verwaltungsbau; letztes erhaltenes Gebäude der ehemaligen Dampfschiffs- und Maschinen-Bauanstalt der Österr. Nordwest-Dampfschifffahrt-Gesellschaft, zeitweilig von der Fahrschule Melkus genutzt, historisierender Bau mit zeittypischer Gliederung, industriegeschichtlich, ortsgeschichtlich und baugeschichtlich bedeutend | 09215313 |
|                                         | Mietshaus in Ecklage und geschlossener Bebauung | Leipziger Straße 30 (Karte)                                | um 1890 (Mietshaus)                                                  | mit Laden, Teil eines spätgründerzeitlichen Quartiers mit zeittypischer Putzfassade, baugeschichtlich und stadtentwicklungsgeschichtlich bedeutend | 09215314 |
|                                         | von-Boch-Haus | Leipziger Straße 32; 34 (Karte)                            | 1901–1902 (Wohnhaus)                                                 | Doppelwohnhaus in geschlossener Bebauung; für den Dresdner Spar- und Bauverein errichtet, gestalterisch markanter Bau seiner Zeit, mit versachlichter und zugleich repräsentativer Fassade, Jugendstilelemente, über Eingang Dekorationsmalerei, baugeschichtlich bedeutend, als Werk des bedeutsamen Architekturbüros Schilling & Graebner zudem künstlerisch von Belang | 09215172 |
|                                         | Mietshaus in geschlossener Bebauung | Leipziger Straße 36 (Karte)                                | bezeichnet 1903 (Mietshaus)                                          | mit Laden, Teil eines Straßenzuges der Jahrhundertwende mit zeittypischer Klinkerfassade, Jugendstildekor, baugeschichtlich und stadtentwicklungsgeschichtlich bedeutend | 09215315 |
| Weitere Bilder                          | Mietshaus in Ecklage und geschlossener Bebauung | Leipziger Straße 38 (Karte)                                | um 1902 (Mietshaus)                                                  | mit Laden, Teil eines Straßenzuges der Jahrhundertwende mit zeittypischer Klinkerfassade und Jugendstildekor, baugeschichtlich und stadtentwicklungsgeschichtlich bedeutend | 09215316 |
|                                         | Mietshaus in Ecklage und halboffener Bebauung | Leipziger Straße 40 (Karte)                                | um 1905 (Mietshaus)                                                  | mit Laden, repräsentative zeittypische Klinker-Werkstein-Fassade, baugeschichtlich und stadtentwicklungsgeschichtlich bedeutend | 09215317 |
| Weitere Bilder                          | Villa Martha | Leipziger Straße 43 (Karte)                                | 1858 (Villa)                                                         | Villa mit Einfriedung; einer der wenigen Villenbauten in diesem Gebiet, repräsentativer Putzbau im historisierenden Stil der Neorenaissance geschaffen von den Gebrüder Ziller, baugeschichtlich und künstlerisch von Bedeutung | 09215318 |
|                                         | Villa | Leipziger Straße 46 (Karte)                                | um 1860 (Villa)                                                      | schlichter, historisierender Putzbau, baugeschichtlich von Bedeutung | 09215390 |
|                                         | Mietshaus in Ecklage und halboffener Bebauung | Leipziger Straße 50 (Karte)                                | um 1890 (Mietshaus)                                                  | mit Läden, Teil eines spätgründerzeitlichen Straßenzuges mit zeittypischer historisierender Putzfassade, baugeschichtlich und stadtentwicklungsgeschichtlich bedeutend | 09215389 |
|                                         | Mietshaus in geschlossener Bebauung | Leipziger Straße 52 (Karte)                                | um 1890 (Mietshaus)                                                  | mit Läden, Teil eines spätgründerzeitlichen Straßenzuges mit zeittypischer historisierender Putzfassade, baugeschichtlich und stadtentwicklungsgeschichtlich bedeutend | 09215388 |
|                                         | Mietshaus in geschlossener Bebauung | Leipziger Straße 54 (Karte)                                | um 1890 (Mietshaus)                                                  | mit Läden, Teil eines spätgründerzeitlichen Straßenzuges mit zeittypischer historisierender Putzfassade, baugeschichtlich und stadtentwicklungsgeschichtlich bedeutend | 09215387 |
|                                         | Mietshaus in geschlossener Bebauung | Leipziger Straße 56 (Karte)                                | um 1890 (Mietshaus)                                                  | mit Läden, Teil eines spätgründerzeitlichen Straßenzuges mit zeittypischer historisierender Putzfassade, baugeschichtlich und stadtentwicklungsgeschichtlich bedeutend | 09215386 |
|                                         | Konzert- und Ball-Etablissement Stadt Bremen; Tanzpalast Stadt Bremen; Astoria-Lichtspiele | Leipziger Straße 58 (Karte)                                | um 1857 (Gasthof)                                                    | Kino (ehem.); aus altem Gasthof mit Ballsaal hervorgegangen, zwischenzeitlich auch als Probebühne des Staatsschauspiels genutzt, straßenbildprägend, baugeschichtlich und ortsgeschichtlich bedeutend. | 09215385 |
|                                         | Mietshaus in halboffener Bebauung | Leipziger Straße 68 (Karte)                                | um 1902 (Mietshaus)                                                  | mit Läden, zeittypischer Klinkerbau der Jahrhundertwende mit Jugendstilelementen und Dekor, baugeschichtlich und stadtentwicklungsgeschichtlich bedeutend | 09215384 |
| Weitere Bilder                          | Faunpalast (ehem.) | Leipziger Straße 76 (Karte)                                | um 1895 (Mietshaus)                                                  | Kino (ehem.) in halboffener Bebauung; mit historisierender Putzfassade, ehemals auch Gaststätte und Ballsaal (2003 abgerissen), ab 1923 Umbau zu einem der größten Dresdner Kinos, baugeschichtlich, ortsgeschichtlich und stadtentwicklungsgeschichtlich bedeutend | 09215381 |
|                                         | Mietshaus in geschlossener Bebauung | Leipziger Straße 78 (Karte)                                | um 1895 (Mietshaus)                                                  | mit Laden, Teil eines Straßenzuges der Jahrhundertwende mit zeittypischer Klinkerfassade, baugeschichtlich und stadtentwicklungsgeschichtlich bedeutend | 09215382 |
|                                         | Mietshaus in Ecklage und geschlossener Bebauung | Leipziger Straße 80 (Karte)                                | um 1890 (Mietshaus)                                                  | mit Laden, Teil eines Straßenzuges der Jahrhundertwende mit zeittypischer historisierender Putzfassade, baugeschichtlich und stadtentwicklungsgeschichtlich bedeutend | 09215383 |
|                                         | Wohnhaus in offener Bebauung | Liststraße 12 (Karte)                                      | Mitte 19. Jh. (Wohnhaus)                                             | schlichter, historistischer, zweigeschossiger Putzbau, baugeschichtlich bedeutend | 09215440 |
|                                         | Güterbahnhof Dresden-Neustadt | Liststraße 15 (Karte)                                      | um 1900 (Verwaltungsgebäude), 1902 (Stellwerk), um 1900 (Wasserkran) | Verwaltungsgebäude, Stellwerk und Wasserkran; beide Bauten mit zeittypischer Klinkerfassade, das Verwaltungsgebäude durch historisierende Schmuck- und Gliederungselemente belebt, ursprünglich erhalten, das Stellwerk sogar mit Technik, verkehrsgeschichtlich bedeutend | 09215441 |
|                                         | Eisenbahnbrücke Lößnitzstraße | Lößnitzstraße (Karte)                                      | 1898–1901 (Eisenbahnbrücke), um 1940 (Stellwerk)                     | Eisenbahnbrücken der Eisenbahnstrecken Görlitz–Dresden und Leipzig–Dresden über die Lößnitzstraße und Stellwerk; mehrere nebeneinander errichtete Brückenbauwerke unterschiedlicher Konstruktion (parallele Balkenbrücken) der Eisenbahnstrecken Görlitz–Dresden und Leipzig–Dresden, 2013 modernisiert, städtebauliches Zeugnis des Ausbaus des Dresdner Eisenbahnknotens um 1900, von eisenbahngeschichtlicher, baugeschichtlicher und stadtbildprägender Bedeutung. | 09215209 |
|                                         | Mietshaus in halboffener Bebauung mit Hintergebäude | Lößnitzstraße 11 (Karte)                                   | um 1903 (Mietshaus)                                                  | markanter Bau mit historisierender Fassade, baugeschichtlich und stadtentwicklungsgeschichtlich bedeutend | 09215208 |
|                                         | Mietshaus in geschlossener Bebauung mit Hintergebäude | Lößnitzstraße 13 (Karte)                                   | um 1903 (Mietshaus)                                                  | zeittypischer Bau mit historisierender Fassade, baugeschichtlich und stadtentwicklungsgeschichtlich bedeutend | 09215207 |
|                                         | Gaswerk Dresden-Neustadt (ehem.) | Lößnitzstraße 14 (Karte)                                   | 1863–1865 (Verwaltungsgebäude)                                       | Ehemaliges Verwaltungsgebäude eines Gaswerkes dazu Portal an der Friedensstraße einschließlich Reliefs, Gitter, Tür und Inschrift sowie Relief an der Ecke Lößnitzstraße/Friedensstraße; historistischer Putzbau, Fassade geprägt von Rundbogenstil, letztes bauliches Zeugnis aus der Entstehungszeit des Gaswerks in den 1860er Jahren und damit baugeschichtlich und ortsgeschichtlich bedeutend, andere Gebäude der Anlage an der Friedensstraße weitgehend verändert bzw. erneuert, an diesen Gebäuden aber bauliche Details und Ausstattungsstücke von denkmalpflegerischem Interesse                                                                                | 09218855 |
|                                         | Mietshaus in geschlossener Bebauung mit Hintergebäude | Lößnitzstraße 15 (Karte)                                   | um 1903 (Mietshaus)                                                  | markanter Bau mit historisierender Fassade, Teil einer geschlossenen Häuserzeile der späten Gründerzeit, baugeschichtlich und stadtentwicklungsgeschichtlich bedeutend | 09215206 |
|                                         | Mietshaus in halboffener Bebauung | Lößnitzstraße 16 (Karte)                                   | 1901–1903 (Mietshaus)                                                | Fassade mit Jugendstildekor, baugeschichtlich und stadtentwicklungsgeschichtlich bedeutend | 09215205 |
|                                         | Mietshaus in geschlossener Bebauung | Lößnitzstraße 17 (Karte)                                   | um 1900 (Mietshaus)                                                  | zeittypischer Bau mit historisierender Fassade, Teil einer geschlossenen Häuserzeile der späten Gründerzeit, baugeschichtlich und stadtentwicklungsgeschichtlich bedeutend | 09215204 |
|                                         | Mietshaus in geschlossener Bebauung mit Hintergebäude | Lößnitzstraße 19 (Karte)                                   | um 1903 (Mietshaus)                                                  | markanter Bau mit historisierender Fassade, Teil einer geschlossenen Häuserzeile der späten Gründerzeit, baugeschichtlich und stadtentwicklungsgeschichtlich bedeutend | 09215203 |
|                                         | Mietshaus in halboffener Bebauung mit Hintergebäude | Lößnitzstraße 21 (Karte)                                   | bezeichnet 1903 (Mietshaus)                                          | repräsentativer Bau mit historisierender Fassade, bildet markantes Ensemble mit benachbarten Häusern, baugeschichtlich und stadtentwicklungsgeschichtlich bedeutend | 09215202 |
|                                         | Mietshaus in geschlossener Bebauung | Lößnitzstraße 22 (Karte)                                   | um 1903 (Mietshaus)                                                  | markanter Bau mit historisierender Fassade, Teil einer geschlossenen Häuserzeile der späten Gründerzeit, baugeschichtlich und stadtentwicklungsgeschichtlich bedeutend | 09215213 |
|                                         | Hintergebäude | Lößnitzstraße 23 (Karte)                                   | um 1903 (Hinterhaus)                                                 | Hintergebäude zu einem nicht mehr existierenden Mietshaus an der Lößnitzstraße in geschlossene Bebauung; baugeschichtlich und stadtentwicklungsgeschichtlich bedeutend | 09215210 |
|                                         | Mietshaus in geschlossener Bebauung | Lößnitzstraße 24 (Karte)                                   | um 1903 (Mietshaus)                                                  | zeittypischer Bau mit historisierender Fassade, Teil einer geschlossenen Häuserzeile der späten Gründerzeit, baugeschichtlich und stadtentwicklungsgeschichtlich bedeutend | 09215214 |
|                                         | Hinterhaus | Lößnitzstraße 25 (Karte)                                   | um 1903 (Hinterhaus)                                                 | Hinterhaus zu einem nicht mehr existierenden Mietshaus an der Lößnitzstraße in geschlossener Bebauung; baugeschichtlich und stadtentwicklungsgeschichtlich bedeutend | 09215211 |
|                                         | Mietshaus in Ecklage und halboffener Bebauung | Moritzburger Platz 5 (Karte)                               | um 1895 (Mietshaus)                                                  | mit Laden, Teil eines spätgründerzeitlichen Straßenzuges mit zeittypischer Klinkerfassade, späterer Kacheldekor, platzbildprägend, baugeschichtlich und stadtentwicklungsgeschichtlich bedeutend | 09215442 |
|                                         | Mietshaus in geschlossener Bebauung | Moritzburger Straße 13 (Karte)                             | um 1890 (Mietshaus)                                                  | Teil eines spätgründerzeitlichen Straßenzuges mit zeittypischer Klinkerfassade, baugeschichtlich und stadtentwicklungsgeschichtlich bedeutend | 09215454 |
|                                         | Mietshaus in geschlossener Bebauung | Moritzburger Straße 15 (Karte)                             | um 1900 (Mietshaus)                                                  | Teil eines Straßenzuges der Jahrhundertwende mit zeittypischer Klinkerfassade, baugeschichtlich und stadtentwicklungsgeschichtlich bedeutend | 09215455 |
|                                         | Mietshaus in geschlossener Bebauung | Moritzburger Straße 19 (Karte)                             | um 1895 (Mietshaus)                                                  | im Flur ursprüngliche Ausstattung, Stuckdekor, Teil eines Straßenzuges der Jahrhundertwende mit zeittypischer Klinkerfassade und Dekor, baugeschichtlich und stadtentwicklungsgeschichtlich bedeutend | 09215456 |
|                                         | Mietshaus in halboffener Bebauung | Moritzburger Straße 20 (Karte)                             | um 1900 (Mietshaus)                                                  | aufwendige historisierende Fassadengestaltung, repräsentativer Putzbau, baugeschichtlich und stadtentwicklungsgeschichtlich bedeutend | 09215444 |
|                                         | Mietshaus in geschlossener Bebauung | Moritzburger Straße 21 (Karte)                             | um 1895 (Mietshaus)                                                  | Teil eines Straßenzuges der Jahrhundertwende mit zeittypischer Klinkerfassade, baugeschichtlich und stadtentwicklungsgeschichtlich bedeutend | 09215457 |
|                                         | Mietshaus in halboffener Bebauung | Moritzburger Straße 27 (Karte)                             | um 1895 (Mietshaus)                                                  | Teil eines Straßenzuges der Jahrhundertwende mit zeittypischer Klinkerfassade, baugeschichtlich und stadtentwicklungsgeschichtlich bedeutend | 09215458 |
|                                         | Mietshaus in ehem. geschlossener Bebauung | Moritzburger Straße 35 (Karte)                             | bezeichnet 1900 (Mietshaus)                                          | Flur- und Treppenhausausstattung mit ursprünglicher Ausmalung als Dekorationsmalerei und Stuckdekor, zeittypische historisierende Klinkerfassade, baugeschichtlich und künstlerisch bedeutend | 09215447 |
|                                         | Mietshaus in ehem. geschlossener Bebauung | Moritzburger Straße 37 (Karte)                             | um 1900 (Mietshaus)                                                  | mit zeittypischer historisierender Klinkerfassade, baugeschichtlich und stadtentwicklungsgeschichtlich bedeutend | 09215453 |
|                                         | Wohnhaus in geschlossener Bebauung | Moritzburger Straße 55 (Karte)                             | um 1925 (Wohnhaus)                                                   | traditionalistische Formgebung, teilweise Anlehnung an den Stil der Moderne, baugeschichtlich bedeutend. | 09215449 |
|                                         | Mietshaus in geschlossener Bebauung | Moritzburger Straße 59 (Karte)                             | um 1895 (Mietshaus)                                                  | mit historisierender zeittypischer Klinkerfassade, baugeschichtlich bedeutend | 09215450 |
|                                         | Mietshaus in geschlossener Bebauung | Moritzburger Straße 63 (Karte)                             | um 1895 (Mietshaus)                                                  | mit historisierender zeittypischer Klinkerfassade, baugeschichtlich bedeutend | 09215451 |
|                                         | Mietshaus in geschlossener Bebauung | Moritzburger Straße 65 (Karte)                             | um 1895 (Mietshaus)                                                  | originale Flurausstattung mit Decken- und Wandmalerei als Dekorationsmalerei sowie Fußbodenplatten, historisierende Klinkerfassade, baugeschichtlich und künstlerisch bedeutend | 09215448 |
|                                         | Mietshaus in ehem. geschlossener Bebauung | Moritzburger Straße 67 (Karte)                             | um 1915 (Mietshaus)                                                  | im Reformstil der Zeit um 1910 mit zeittypische Putzfassade, baugeschichtlich bedeutend | 09215452 |
|                                         | Einzeldenkmal der Sachgesamtheit Baugruppe Bärwalder Straße (Obj. 09301952): Häuserzeile (Bärwalder Straße 14/16/18 und Niederauer Platz 1–3)                                                                                        | Niederauer Platz 1; 2; 3 (Karte)                           | 1926–1930 (Mehrfamilienwohnhaus)                                     | Siedlung des Kleinwohnungsbauvereins und des Heimstättenvereins Dresden-Nordost; über rechtwinkligem Grundriss, baugeschichtlich von Bedeutung und stadtentwicklungsgeschichtlich bedeutend | 09215403 |
|                                         | Einzeldenkmal der Sachgesamtheit Baugruppe Bärwalder Straße (Obj. 09301952): Häuserzeile (Bärwalder Straße 8/10/12, Hechtstraße 107/109/111/113/115/117/119/121/123/125, Niederauer Platz 4–9 und Ottendorfer Straße 17/19/21/23/25) | Niederauer Platz 4; 5; 6; 7; 8; 9 (Karte)                  | 1926–1930 (Mehrfamilienwohnhaus)                                     | Siedlung des Kleinwohnungsbauvereins und des Heimstättenvereins Dresden-Nordost; erstreckt sich vom Niederauer Platz über die Ottendorfer Straße bis in die Hechtstraße, baugeschichtlich und stadtentwicklungsgeschichtlich bedeutend | 09215402 |
|                                         | Einzeldenkmal der Sachgesamtheit Baugruppe Bärwalder Straße (Obj. 09301952): Häuserzeile | Niederauer Straße 2; 4; 6; 8; 10 (Karte)                   | 1926–1930 (Mehrfamilienwohnhaus)                                     | Siedlung des Kleinwohnungsbauvereins und des Heimstättenvereins Dresden-Nordost; baugeschichtlich und stadtentwicklungsgeschichtlich bedeutend | 09215406 |
|                                         | Einzeldenkmal der Sachgesamtheit Baugruppe Bärwalder Straße (Obj. 09301952): Häuserzeile | Niederauer Straße 12; 14; 16; 18; 20 (Karte)               | 1926–1930 (Mehrfamilienwohnhaus)                                     | Siedlung des Kleinwohnungsbauvereins und des Heimstättenvereins Dresden-Nordost; baugeschichtlich und stadtentwicklungsgeschichtlich bedeutend | 09215407 |
|                                         | Einzeldenkmal der Sachgesamtheit Baugruppe Bärwalder Straße (Obj. 09301952): Einfamilienhaus einer Reihenhausgruppe | Niederauer Straße 23 (Karte)                               | um 1925 (Reihenhaus)                                                 | bauzeitlich erhaltenes Einfamilienhaus der Siedlung Heimstättenverein Dresden-Nordwest e. V. innerhalb der Baugruppe Bärwalder Straße, baugeschichtlich und stadtentwicklungsgeschichtlich bedeutend | 09304394 |
|                                         | Doppelwohnhaus in offener Bebauung mit Bauplastik an der Fassade zur Niederauer Straße | Oberauer Straße 3; 5 (Karte)                               | bezeichnet 1936 (Doppelwohnhaus)                                     | als Teil der Siedlung „Baugruppe Bärwalder Straße“ von baugeschichtlicher Bedeutung | 09215569 |
|                                         | Mietshaus in Ecklage und geschlossener Bebauung | Oschatzer Straße 16 (Karte)                                | um 1900 (Mietshaus)                                                  | repräsentative platzbildprägende Gestaltung, zeittypische Klinker-Werkstein-Fassade der Jahrhundertwende, durch Ladenzone im Erdgeschoss mit den Häusern Konkordienstraße 42 und Oschatzer Straße 18 verbunden, baugeschichtlich von Bedeutung | 09218996 |
|                                         | Mietshaus in geschlossener Bebauung | Oschatzer Straße 18 (Karte)                                | um 1900 (Mietshaus)                                                  | repräsentative Gestaltung mit zeittypischer Klinker-Werkstein-Fassade und Dekor der Jahrhundertwende, durch Ladenzone im Erdgeschoss mit den Häusern Konkordienstraße 42 und Oschatzer Straße 16 verbunden, baugeschichtliche Bedeutung | 09218997 |
|                                         | Einzeldenkmal der Sachgesamtheit Baugruppe Bärwalder Straße (Obj. 09301952): Häuserzeile | Ottendorfer Straße 14; 16; 18; 20; 22 (Karte)              | 1926–1930 (Mehrfamilienwohnhaus)                                     | Siedlung des Kleinwohnungsbauvereins und des Heimstättenvereins Dresden-Nordost; baugeschichtlich und stadtentwicklungsgeschichtlich bedeutend | 09215408 |
|                                         | Einzeldenkmal der Sachgesamtheit Baugruppe Bärwalder Straße (Obj. 09301952): Häuserzeile (Bärwalder Straße 8/10/12, Hechtstraße 107/109/111/113/115/117/119/121/123/125, Niederauer Platz 4–9 und Ottendorfer Straße 17/19/21/23/25) | Ottendorfer Straße 17; 19; 21; 23; 25 (Karte)              | 1926–1930 (Mehrfamilienwohnhaus)                                     | Siedlung des Kleinwohnungsbauvereins und des Heimstättenvereins Dresden-Nordost; erstreckt sich vom Niederauer Platz über die Ottendorfer Straße bis in die Hechtstraße, baugeschichtlich und stadtentwicklungsgeschichtlich bedeutend | 09215402 |
|                                         | Häuser einer Wohnanlage (Ottostraße 1/3/5/7, Friedensstraße 21/21b und Rudolfstraße 20/22) | Ottostraße 1; 3; 5; 7 (Karte)                              | 1920er Jahre (Mehrfamilienwohnhaus)                                  | typische Wohnbauarchitektur der 1920er Jahre, baugeschichtlich bedeutend | 09215301 |
|                                         | Mietshaus in Ecklage und geschlossener Bebauung | Pestalozziplatz 6 (Karte)                                  | um 1910 (Mietshaus)                                                  | zeittypische Putzfassade mit Elementen der Reformstil-Architektur, baugeschichtlich und stadtentwicklungsgeschichtlich bedeutend, platzbildprägend | 09215473 |
|                                         | Mietshaus in geschlossener Bebauung | Pestalozziplatz 10 (Karte)                                 | um 1910 (Mietshaus)                                                  | qualitätvoller Mietsbau im Reformstil der Zeit um 1910, baugeschichtlich bedeutend | 09215474 |
|                                         | Doppelmietshaus in geschlossener Bebauung | Pestalozziplatz 12; 14 (Karte)                             | um 1925 (Doppelwohnhaus)                                             | expressionistisch gestaltetes Farbglas in den Türblättern, qualitätvoller Mietsbau im Reformstil der Zeit um 1910, baugeschichtlich bedeutend | 09215475 |
|                                         | Doppelmietshaus in geschlossener Bebauung | Pestalozziplatz 16; 18 (Karte)                             | um 1910 (Doppelmietshaus)                                            | qualitätvoller Mietsbau im Reformstil der Zeit um 1910, baugeschichtlich von Bedeutung | 09215476 |
|                                         | XI. Bürgerschule; 29. Bezirksschule; Pestalozzigymnasium | Pestalozziplatz 22 (Karte)                                 | 1913–1915 (Schule)                                                   | Schule mit Nebengebäuden; imposanter, repräsentativer Putzbau mit Elementen der Reformbaukunst, baugeschichtlich, künstlerisch und ortsgeschichtlich bedeutend, nach Plänen des Stadtbaurats Hans Erlwein (1872–1914) errichtet. | 09215477 |
|                                         | Wohnanlage (Röderauer Straße 46/48/50 und Stöckelstraße 95/97/99) mit Vorgarten | Röderauer Straße 46; 48; 50 (Karte)                        | um 1925 (Wohnanlage)                                                 | strenge horizontale Gliederung der Putzfassade, expressionistisch gestaltetes Farbglas in den Treppenhausfenstern der Stöckelstraße, baugeschichtlich bedeutend | 09215478 |
| Weitere Bilder                          | Mietshaus in geschlossener Bebauung | Rudolf-Leonhard-Straße 2 (Karte)                           | um 1890 (Mietshaus)                                                  | mit Laden, markanter Bau mit historisierender Fassade, baugeschichtlich und stadtentwicklungsgeschichtlich bedeutend | 09214602 |
| Weitere Bilder                          | Mietshaus in geschlossener Bebauung | Rudolf-Leonhard-Straße 2a (Karte)                          | um 1890 (Mietshaus)                                                  | mit Laden, markanter Bau mit historisierender Fassade, baugeschichtlich und stadtentwicklungsgeschichtlich bedeutend | 09214603 |
| Weitere Bilder                          | Mietshaus in geschlossener Bebauung | Rudolf-Leonhard-Straße 4 (Karte)                           | um 1890 (Mietshaus)                                                  | historisierendes Gebäude aus dem Ende des 19. Jahrhunderts mit zeittypischer Putzfassade, baugeschichtlich und stadtentwicklungsgeschichtlich bedeutend | 09214604 |
| Weitere Bilder                          | Mietshaus in ehemals geschlossener Bebauung | Rudolf-Leonhard-Straße 6 (Karte)                           | um 1890 (Mietshaus)                                                  | mit Laden, zeittypischer Bau mit historisierender Fassade, baugeschichtlich und stadtentwicklungsgeschichtlich bedeutend | 09214605 |
| Weitere Bilder                          | Mietshaus in geschlossener Bebauung | Rudolf-Leonhard-Straße 11 (Karte)                          | um 1890 (Mietshaus)                                                  | mit Laden, schlichter Bau mit historisierender Putzfassade, baugeschichtlich und stadtentwicklungsgeschichtlich bedeutend | 09214606 |
| Weitere Bilder                          | Wohnhaus in geschlossener Bebauung und zwei Hintergebäude | Rudolf-Leonhard-Straße 13 (Karte)                          | 1860–1870 (Wohnhaus), Ende 19. Jh. (Hinterhaus)                      | straßenbildprägende Gründerzeitbauten mit historisierender Fassade, baugeschichtlich und stadtentwicklungsgeschichtlich bedeutend, Bau der „Oppellvorstadt“ | 09214607 |
|                                         | Mietshaus in geschlossener Bebauung | Rudolf-Leonhard-Straße 14 (Karte)                          | nach 1900 (Mietshaus)                                                | mit Läden, originale Flurausstattung und Treppenhausaustattung mit Ausmalung und Stuckdekor, historisierendes Gebäude der Jahrhundertwende mit zeittypischer Klinker-Werkstein-Fassade, baugeschichtlich und künstlerisch bedeutend | 09214608 |
| Weitere Bilder                          | Wohnhaus in halboffener Bebauung | Rudolf-Leonhard-Straße 15 (Karte)                          | 1860–1870 (Wohnhaus)                                                 | straßenbildprägende Gründerzeitbauten der „Oppellvorstadt“ mit historisierender Fassade, baugeschichtlich und stadtentwicklungsgeschichtlich bedeutend | 09214609 |
|                                         | Mietshaus in halboffener Bebauung | Rudolf-Leonhard-Straße 16 (Karte)                          | um 1890 (Mietshaus)                                                  | mit Läden, markanter Bau mit historisierender Klinker-Fassade, baugeschichtlich und stadtentwicklungsgeschichtlich bedeutend | 09214610 |
| Weitere Bilder                          | Mietshaus in halboffener Bebauung | Rudolf-Leonhard-Straße 17 (Karte)                          | um 1885 (Mietshaus)                                                  | charakteristisches und weitgehend authentisch erhaltenes spätgründerzeitliches Mietshaus, baugeschichtlich und stadtentwicklungsgeschichtlich bedeutend | 09214611 |
| Weitere Bilder                          | Mietshaus in Ecklage und geschlossener Bebauung | Rudolf-Leonhard-Straße 21 (Karte)                          | um 1885 (Mietshaus)                                                  | repräsentatives, historisierendes Gebäude aus dem Ende des 19. Jahrhunderts mit zeittypischer Putz-Fassade, baugeschichtlich und stadtentwicklungsgeschichtlich bedeutend | 09214613 |
|                                         | Mietshaus in geschlossener Bebauung | Rudolf-Leonhard-Straße 26 (Karte)                          | um 1890 (Mietshaus)                                                  | mit Laden, historisierendes Gebäude aus dem Ende des 19. Jahrhunderts mit zeittypischer Klinker-Werkstein-Fassade, baugeschichtlich und stadtentwicklungsgeschichtlich bedeutend | 09214614 |
|                                         | Mietshaus in geschlossener Bebauung | Rudolf-Leonhard-Straße 28 (Karte)                          | um 1885 (Mietshaus)                                                  | schlichter Bau mit historisierender Putz-Fassade, baugeschichtlich und stadtentwicklungsgeschichtlich bedeutend | 09214615 |
| Weitere Bilder                          | Mietshaus in geschlossener Bebauung | Rudolf-Leonhard-Straße 31 (Karte)                          | um 1885 (Mietshaus)                                                  | mit Laden, historisierendes Gebäude aus dem Ende des 19. Jahrhunderts mit zeittypischer Putz-Fassade, baugeschichtlich und stadtentwicklungsgeschichtlich bedeutend | 09214616 |
| Weitere Bilder                          | Mietshaus in geschlossener Bebauung | Rudolf-Leonhard-Straße 33 (Karte)                          | um 1895 (Mietshaus)                                                  | mit Läden, markanter Bau mit historisierender Klinker-Fassade, baugeschichtlich und stadtentwicklungsgeschichtlich bedeutend | 09214617 |
|                                         | Mietshaus in geschlossener Bebauung | Rudolf-Leonhard-Straße 34 (Karte)                          | um 1890 (Mietshaus)                                                  | historisierendes Gebäude aus dem Ende des 19. Jahrhunderts mit zeittypischer Klinker-Werkstein-Fassade, baugeschichtlich und stadtentwicklungsgeschichtlich bedeutend | 09214618 |
| Weitere Bilder                          | Wohnhaus in Ecklage und halboffener Bebauung | Rudolf-Leonhard-Straße 35 (Karte)                          | 1860–1870 (Wohnhaus)                                                 | mit Laden, schlichter Bau der „Oppellvorstadt“ mit historisierender Putz-Fassade, baugeschichtlich und stadtentwicklungsgeschichtlich bedeutend | 09214619 |
| Weitere Bilder                          | Villa mit Torgebäude bzw. Remise | Rudolf-Leonhard-Straße 39 (Karte)                          | um 1875 (Villa)                                                      | heute Kindergarten, kleines markantes Gebäudeensemble mit weiten Dachüberständen, erstere durch Rundbogenöffnungen belebt, Beispiel der Architektur aus dem dritten Viertel des 19. Jahrhunderts, baugeschichtlich bedeutend | 09215573 |
|                                         | Mietshaus in geschlossener Bebauung | Rudolf-Leonhard-Straße 40 (Karte)                          | um 1910 (Mietshaus)                                                  | im Reformstil der Zeit um 1910 mit zeittypische Putzfassade, baugeschichtlich und stadtentwicklungsgeschichtlich bedeutend | 09214620 |
|                                         | Doppelmietshaus in Ecklage und offener Bebauung | Rudolf-Leonhard-Straße 43; 45 (Karte)                      | um 1895 (Doppelmietshaus)                                            | mit Läden, im Stil der Gründerzeitarchitektur mit historisierender Putz-Fassade, baugeschichtlich und stadtentwicklungsgeschichtlich bedeutend | 09214621 |
|                                         | Mietshaus in halboffener Bebauung | Rudolf-Leonhard-Straße 46 (Karte)                          | um 1880 (Mietshaus)                                                  | charakteristisches und weitgehend authentisch erhaltenes gründerzeitliches Mietshaus, baugeschichtlich und stadtentwicklungsgeschichtlich bedeutend | 09214623 |
|                                         | Mietshaus in offener Bebauung | Rudolf-Leonhard-Straße 47 (Karte)                          | um 1900 (Mietshaus)                                                  | markanter Bau mit Putz-Fassade und Jugendstildekor, baugeschichtlich und stadtentwicklungsgeschichtlich bedeutend | 09214625 |
|                                         | Mietshaus in halboffener Bebauung | Rudolf-Leonhard-Straße 60 (Karte)                          | um 1890 (Mietshaus)                                                  | charakteristischer Bau der sogenannten Opell-Vorstadt, Beispiel des Wohnungsbaus für minderbemittelter Schichten, baugeschichtlich und sozialgeschichtlich bedeutend | 09214624 |
|                                         | Mietshaus in Ecklage und geschlossener Bebauung | Rudolfstraße 1 (Karte)                                     | um 1905 (Mietshaus)                                                  | mit Laden, mit zeittypischer Putzfassade, baugeschichtlich und stadtentwicklungsgeschichtlich bedeutend, straßenbildprägend | 09215272 |
|                                         | Mietshaus in Ecklage und geschlossener Bebauung | Rudolfstraße 2 (Karte)                                     | um 1905 (Mietshaus)                                                  | mit Laden, markanter, straßenbildprägender Bau mit Jugendstilelementen und zeittypischer Putzfassade, baugeschichtlich und stadtentwicklungsgeschichtlich bedeutend | 09215273 |
|                                         | Mietshaus in geschlossener Bebauung | Rudolfstraße 3 (Karte)                                     | um 1905 (Mietshaus)                                                  | originale Flurausstattung mit Malerei (als Dekorationsmalerei) und Stuckdekor, schlichter Putzbau mit Jugendstilelementen, baugeschichtlich und stadtentwicklungsgeschichtlich bedeutend | 09215276 |
|                                         | Mietshaus in geschlossener Bebauung | Rudolfstraße 4 (Karte)                                     | um 1905 (Mietshaus)                                                  | mit Laden, markanter Bau mit Putz-Fassade, baugeschichtlich und stadtentwicklungsgeschichtlich bedeutend | 09215275 |
|                                         | Mietshaus in geschlossener Bebauung | Rudolfstraße 5 (Karte)                                     | um 1905 (Mietshaus)                                                  | originale Flurausstattung und Treppenhausausstattung mit Dekorationsmalerei, Stuckdekor, Fliesen usw., Putzfassade mit farblich akzentuierten Jugendstilelementen, baugeschichtlich und stadtentwicklungsgeschichtlich bedeutend | 09215274 |
|                                         | Mietshaus in geschlossener Bebauung | Rudolfstraße 6 (Karte)                                     | um 1905 (Mietshaus)                                                  | mit Laden, markanter Bau mit Putzfassade und Jugendstilelementen, baugeschichtlich und stadtentwicklungsgeschichtlich bedeutend | 09215277 |
|                                         | Mietshaus in Ecklage und geschlossene Bebauung | Rudolfstraße 7 (Karte)                                     | um 1905 (Mietshaus)                                                  | mit Laden, markanter, straßenbildprägender Bau mit zeittypischer Putzfassade, baugeschichtlich und stadtentwicklungsgeschichtlich bedeutend | 09215278 |
|                                         | Mietshaus in Ecklage und geschlossener Bebauung | Rudolfstraße 8 (Karte)                                     | um 1905 (Mietshaus)                                                  | markanter Bau mit zeittypischer Putzfassade, baugeschichtlich und stadtentwicklungsgeschichtlich bedeutend | 09215279 |
|                                         | Wohnhaus in offener Bebauung | Rudolfstraße 9 (Karte)                                     | um 1850 (Wohnhaus)                                                   | ältestes Gebäude auf dem Gebiet der Scheunenhöfe, zweigeschossig, durch Erker betonte Mittelachse, baugeschichtlich und stadtentwicklungsgeschichtlich bedeutend | 09215280 |
|                                         | Mietshaus in halboffener Bebauung | Rudolfstraße 11 (Karte)                                    | um 1900 (Mietshaus)                                                  | markanter Bau mit zeittypischer Putz-Werkstein-Fassade und Jugendstilelementen, baugeschichtlich und stadtentwicklungsgeschichtlich bedeutend | 09215303 |
|                                         | Häuser einer Wohnanlage (Ottostraße 1/3/5/7, Friedensstraße 21/21b und Rudolfstraße 20/22) | Rudolfstraße 20/22 (Karte)                                 | 1920er Jahre (Mehrfamilienwohnhaus)                                  | typische Wohnbauarchitektur der 1920er Jahre, baugeschichtlich bedeutend | 09215301 |
|                                         | Mietshaus in geschlossener Bebauung | Schanzenstraße 19 (Karte)                                  | um 1885 (Mietshaus)                                                  | charakteristisches und weitgehend authentisch erhaltenes spätgründerzeitliches Mietshaus, baugeschichtlich bedeutend | 09215564 |
|                                         | Einzeldenkmal der Sachgesamtheit Baugruppe Bärwalder Straße (Obj. 09301952): Häuserzeile | Seifersdorfer Straße 9; 11; 13; 15; 17; 19; 21; 23 (Karte) | 1926–1930 (Mehrfamilienwohnhaus)                                     | Siedlung des Kleinwohnungsbauvereins und des Heimstättenvereins Dresden-Nordost; baugeschichtlich und stadtentwicklungsgeschichtlich bedeutend | 09215410 |
|                                         | Mietshaus in halboffener Bebauung | Seitenstraße 4 (Karte)                                     | um 1895 (Mietshaus)                                                  | markanter Bau mit historisierender Klinker-Fassade der späten Gründerzeit, baugeschichtlich und stadtentwicklungsgeschichtlich bedeutend | 09215565 |
|                                         | Mietshaus in halboffener Bebauung | Seitenstraße 5 (Karte)                                     | um 1895 (Mietshaus)                                                  | charakteristisches und weitgehend authentisch erhaltenes spätgründerzeitliches Mietshaus, bildet markantes Ensemble mit benachbarten Häusern, baugeschichtlich bedeutend Denkmaltext Bei der Seitenstraße 5 in Dresden, OT Leipziger Vorstadt handelt es sich um ein charakteristisches und weitgehend authentisch erhaltenes spätgründerzeitliches Mietshaus. Dieses bildet mit den benachbarten Bauten Seitenstraße 5b und 7 ein markantes und äußerst anschauliches Ensemble. Abgesehen davon sind die bereits als Kulturdenkmal erfasste Seitenstraße 5b und die benachbarte Nummer 5, einmal abgesehen von der Farbgebung der Klinker, fast identisch oder baugleich. | 09304178 |
|                                         | Mietshaus in geschlossener Bebauung | Seitenstraße 5b (Karte)                                    | um 1895 (Mietshaus)                                                  | charakteristisches und weitgehend authentisch erhaltenes spätgründerzeitliches Mietshaus mit historisierender Klinker-Werkstein-Fassade, bildet markantes Ensemble mit benachbarten Häusern, baugeschichtlich bedeutend | 09215566 |
|                                         | Mietshaus in geschlossener Bebauung | Seitenstraße 7 (Karte)                                     | um 1885 (Mietshaus)                                                  | charakteristisches und weitgehend authentisch erhaltenes spätgründerzeitliches Mietshaus, bildet markantes Ensemble mit benachbarten Häusern, baugeschichtlich bedeutend | 09215567 |
|                                         | Wohnanlage (Röderauer Straße 46/48/50 und Stöckelstraße 95/97/99) mit Vorgarten | Stöckelstraße 95; 97; 99 (Karte)                           | um 1925 (Wohnanlage)                                                 | strenge horizontale Gliederung der Putzfassade, expressionistisch gestaltetes Farbglas in den Treppenhausfenstern der Stöckelstraße, baugeschichtlich bedeutend | 09215478 |
|                                         | Mietshaus in halboffener Bebauung | Stöckelstraße 98 (Karte)                                   | um 1910 (Mietshaus)                                                  | mit zeittypischer Putzfassade, baugeschichtlich bedeutend | 09215553 |
|                                         | Mietshaus in geschlossener Bebauung | Stöckelstraße 100 (Karte)                                  | um 1910 (Mietshaus)                                                  | im Reformstil der Zeit um 1910 mit zeittypische Putzfassade, baugeschichtlich bedeutend | 09215554 |
|                                         | Eisenbahnbrücke Tannenstraße; Eisenbahnstrecke Görlitz–Dresden | Tannenstraße (Karte)                                       | 1899–1900 (Eisenbahnbrücke)                                          | Eisenbahnbrücke; dreibogige Natursteinbogenüberführung der Gleise der Eisenbahnstrecke Görlitz–Dresden (Streckenkilometer 100,880, Streckenkürzel GD) über die Tannenstraße, Flügelmauern, städtebauliches Zeugnis des Ausbaus des Dresdner Eisenbahnknotens um 1900, eisenbahngeschichtlich und technikgeschichtlich von Bedeutung | 09215568 |
|                                         | Mietshaus in Ecklage und halboffener Bebauung, mit angebautem Hintergebäude | Tannenstraße 17 (Karte)                                    | um 1875 (Mietshaus)                                                  | mit Laden, schlichter Bau der „Oppellvorstadt“ mit Putz-Fassade und historisierenden Natursteinelementen, baugeschichtlich und stadtentwicklungsgeschichtlich bedeutend | 09215570 |
|                                         | Doppelwohnhaus (Königsbrücker Platz 4 und Tannenstraße 56 mit Ladenanbau) und Hintergebäude in offener Bebauung | Tannenstraße 56 (Karte)                                    | 1867 (Teil eines Doppelmietshauses)                                  | charakteristischer Bau der sogenannten Oppellvorstadt, baugeschichtlich und stadtentwicklungsgeschichtlich bedeutend | 09215562 |
| Direkt Bild zu diesem Denkmal hochladen | Sachgesamtheit Bahndammbefestigung | Uferstraße (Karte)                                         | um 1900 (Eisenbahndamm)                                              | zwischen Antonstraße und Leipziger Straße sowie ein kleines Stück an der Uferstraße, aus Wall, Aufmauerung, Treppe, Endpfeilern/Brückenköpfen der beiden Eisenbahnbrücken über die Eisenbahnstraße und die Leipziger Straße sowie Stellwerk (alles Sachgesamtheitsteile), entstand im Zusammenhang mit der Erneuerung der Dresdner Eisenbahn um 1900, immer noch gut erhaltener Abschnitt auf dem Stadtgebiet, verkehrsgeschichtlich und stadtentwicklungsgeschichtlich bedeutend | 09218845 |
|                                         | Mietshaus in geschlossener Bebauung | Weimarische Straße 1 (Karte)                               | um 1900 (Mietshaus)                                                  | typischer späthistoristischer Wohnbau in einem Stadterweiterungsgebiet seiner Zeit, originale Flur- und Treppenhausausstattung mit Ausmalung (als Dekorationsmalerei), baugeschichtlich, künstlerisch und stadtentwicklungsgeschichtlich bedeutend. | 09215370 |
|                                         | Mietshaus in geschlossener Bebauung | Weimarische Straße 3 (Karte)                               | um 1900 (Mietshaus)                                                  | zeittypischer Jahrhundertwendebau in historisierenden Formen mit Klinkerfassade, Zeugniswert für die Architektur kurz vor 1900, im Zusammenhang mit der umgebenden Bebauung Dokument der allmählichen Verstädterung von Neudorf während des 19. Jahrhunderts, also baugeschichtliche und stadtentwicklungsgeschichtliche Bedeutung | 09215371 |
|                                         | Mietshaus in geschlossener Bebauung | Weimarische Straße 4 (Karte)                               | um 1900 (Mietshaus)                                                  | zeittypischer Jahrhundertwendebau in historisierenden Formen mit Klinkerfassade, Zeugniswert für die Architektur kurz vor 1900, im Zusammenhang mit der umgebenden Bebauung Dokument der allmählichen Verstädterung von Neudorf während des 19. Jahrhunderts, also baugeschichtliche und stadtentwicklungsgeschichtliche Bedeutung | 09215372 |
|                                         | Mietshaus in Ecklage und geschlossener Bebauung | Weimarische Straße 5 (Karte)                               | um 1900 (Mietshaus)                                                  | mit Laden, zeittypischer Jahrhundertwendebau in historisierenden Formen mit Klinkerfassade, Zeugniswert für die Architektur kurz vor 1900, im Zusammenhang mit der umgebenden Bebauung Dokument der allmählichen Verstädterung von Neudorf während des 19. Jahrhunderts, also baugeschichtliche und stadtentwicklungsgeschichtliche Bedeutung | 09215373 |
|                                         | Mietshaus in geschlossener Bebauung | Weimarische Straße 6 (Karte)                               | um 1900 (Mietshaus)                                                  | zeittypischer Jahrhundertwendebau in historisierenden Formen mit Klinkerfassade, Zeugniswert für die Architektur kurz vor 1900, im Zusammenhang mit der umgebenden Bebauung Dokument der allmählichen Verstädterung von Neudorf während des 19. Jahrhunderts, also baugeschichtliche und stadtentwicklungsgeschichtliche Bedeutung | 09215374 |
|                                         | Mietshaus in geschlossener Bebauung und Hintergebäude einschl. Schornstein (kleine Druckerei) | Weimarische Straße 8 (Karte)                               | 1901–1902 (Mietshaus), 1901–1902 (Druckerei)                         | zeittypischer Jahrhundertwendebau in historisierenden Formen mit Klinkerfassade, Zeugniswert für die Architektur kurz vor 1900, originale Ausstattungselemente, wie Stuckdekor und Ausmalung (Deckenbild als Dekorationsmalerei) im Eingangsbereich, im Zusammenhang mit der umgebenden Bebauung Dokument der allmählichen Verstädterung von Neudorf während des 19. Jahrhunderts, also baugeschichtliche und stadtentwicklungsgeschichtliche Bedeutung | 09215375 |
|                                         | Mietshaus in geschlossener Bebauung | Weimarische Straße 10 (Karte)                              | um 1900 (Mietshaus)                                                  | zeittypischer Jahrhundertwendebau in historisierenden Formen mit Klinkerfassade, Zeugniswert für die Architektur kurz vor 1900, im Zusammenhang mit der umgebenden Bebauung Dokument der allmählichen Verstädterung von Neudorf während des 19. Jahrhunderts, also baugeschichtliche und stadtentwicklungsgeschichtliche Bedeutung | 09215376 |
|                                         | Mietshaus in Ecklage und geschlossener Bebauung | Weimarische Straße 12 (Karte)                              | um 1900 (Mietshaus)                                                  | mit Laden, zeittypischer Jahrhundertwendebau in historisierenden Formen mit Klinkerfassade, Zeugniswert für die Architektur kurz vor 1900, im Zusammenhang mit der umgebenden Bebauung Dokument der allmählichen Verstädterung von Neudorf während des 19. Jahrhunderts, also baugeschichtliche und stadtentwicklungsgeschichtliche Bedeutung | 09215377 |
|                                         | Mietshaus in Ecklage und geschlossener Bebauung | Weimarische Straße 15 (Karte)                              | um 1905 (Mietshaus)                                                  | repräsentativer Putzbau in den regional typischen Formen des Jugendstils, baugeschichtliche Bedeutung | 09215378 |
|                                         | Doppelwohnhaus (Hallesche Straße 15 und Weimarische Straße 20) einer Wohnanlage | Weimarische Straße 20 (Karte)                              | 1920er Jahre (Doppelwohnhaus)                                        | Putzfassaden mit expressionistischem Formengut, architektonisch qualitätvolles Beispiel der Wohnanlagenarchitektur der 1920er Jahre, baugeschichtlich von Bedeutung | 09215380 |
| Weitere Bilder                          | Mietvilla | Weinböhlaer Straße 56 (Karte)                              | bezeichnet 1899 (Mietvilla)                                          | schlichter Putzbau mit historisierender Fassade, Turm und Zierfachwerk, baugeschichtlich bedeutend | 09215328 |

## Ehemalige Kulturdenkmale
| Bild                                    | Bezeichnung                         | Lage                              | Datierung | Beschreibung | ID |
| --------------------------------------- | ----------------------------------- | --------------------------------- | --------- | ------------ | -- |
| Direkt Bild zu diesem Denkmal hochladen |                                     | Erfurter Straße 12 (Karte)        |           |              |    |
|                                         | Eisenbahnbrücke Friedensstraße      | Friedensstraße (Karte)            |           |              |    |
|                                         |                                     | Gehestraße 38 (Karte)             |           |              |    |
|                                         | Mietshaus in geschlossener Bebauung | Hartigstraße 13 (Karte)           |           |              |    |
| Direkt Bild zu diesem Denkmal hochladen | Hinterhaus                          | Hechtstraße 25 (Karte)            |           |              |    |
|                                         | Mietshaus in geschlossener Bebauung | Helgolandstraße 2 (Karte)         |           |              |    |
|                                         | Mietshaus in geschlossener Bebauung | Helgolandstraße 4 (Karte)         |           |              |    |
|                                         | Mietshaus                           | Königsbrücker Platz 2 (Karte)     |           |              |    |
|                                         | Wohnhaus                            | Rudolf-Leonhard-Straße 44 (Karte) |           |              |    |
|                                         | Mietshaus                           | Rudolf-Leonhard-Straße 58 (Karte) |           |              |    |

## Ausführliche Denkmaltexte
1. ↑  
Das Ende des 19. Jahrhunderts, also während der Spätphase der Gründerzeit, entstandene Mietshaus Weimarische Straße 1 in Dresden, OT Stadt Neudorf erscheint als zeittypischer Klinkerbau. Seine historisierende Fassade ist ansprechend gestaltet. Schmuck- und Gliederungselemente, wie Balkone sowie hervorgehobene Fensterbedachungen und- rahmungen beleben das viergeschossige Gebäude. Sandsteinverkleidungen und in Bosse stehen gelassene Quader (mglw. geputzt) verleihen dem Erdgeschoss die Schwere eines Sockels. Der beschriebene Gestaltungsaufwand, der durch das Nachahmen früherer Stile mit ihren Elementen (am Haus u. a. architravierte Gewände = Renaissance und Mansarddach = Barock) gekennzeichnet ist, daher auch der Stilbegriff des Historismus, bildete eine wesentliche Facette der Architektur vor 1900. Aus dieser Tatsache ergibt sich die baugeschichtliche Bedeutung des Hauses Weimarische Straße 1 in Dresden. Abgesehen von der erhaltenen markanten Fassade finden sich wichtige Teile des ursprünglichen Interieurs insbesondere im Eingangsbereich, wie vier großformatigen Wandgemälden, zwei schmale Bildfriese unter der Voute, Stuckkehlen, ein Deckenplafond mit Pfaudarstellung und ein Fliesenfußboden. Diese sind durchaus künstlerisch bedeutsam. Neben seinem Zeugniswert für die Architektur kurz vor 1900 und dem künstlerischen Wert der Eingangsausstattung dokumentiert das hier zu beurteilende Objekt im Zusammenhang mit der umgebenden Bebauung die allmähliche Verstädterung von OT Neudorf während des 19. Jahrhunderts und ist somit auch stadtentwicklungsgeschichtlich von Belang. Das öffentliche Erhaltungsinteresse des Gebäudes Weimarische Straße 1 ergibt sich vor allem aus dem exemplarischen Wert für die Architektur des Historismus, vor allem zwischen 1850 und 1900 und während der Gründerzeit, und aus der Tatsache, dass derartige Bauten bundesweit als Denkmale erfasst sind und mittlerweile auch von großen Teilen der Bevölkerung als solche akzeptiert werden.